# サンシャイン・コースト

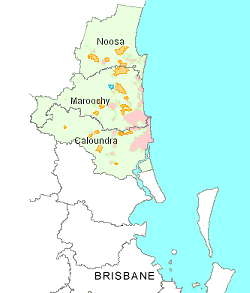
サンシャイン・コースト

サンシャイン・コースト （Sunshine Coast）は、オーストラリア・クイーンズランド州のサウス・イースト・クイーンズランド地区にある海岸沿いの地域。人口は39万8840人（2021年）。
かつては3つの地方統治区域（Local Government Area）すなわち、北部のヌーサ市、中部のマルーチー市、南部のカラウンドラ市から構成されていたが、2008年3月15日に合併して、サンシャイン・コースト市（Sunshine Coast Regional Council）になった。

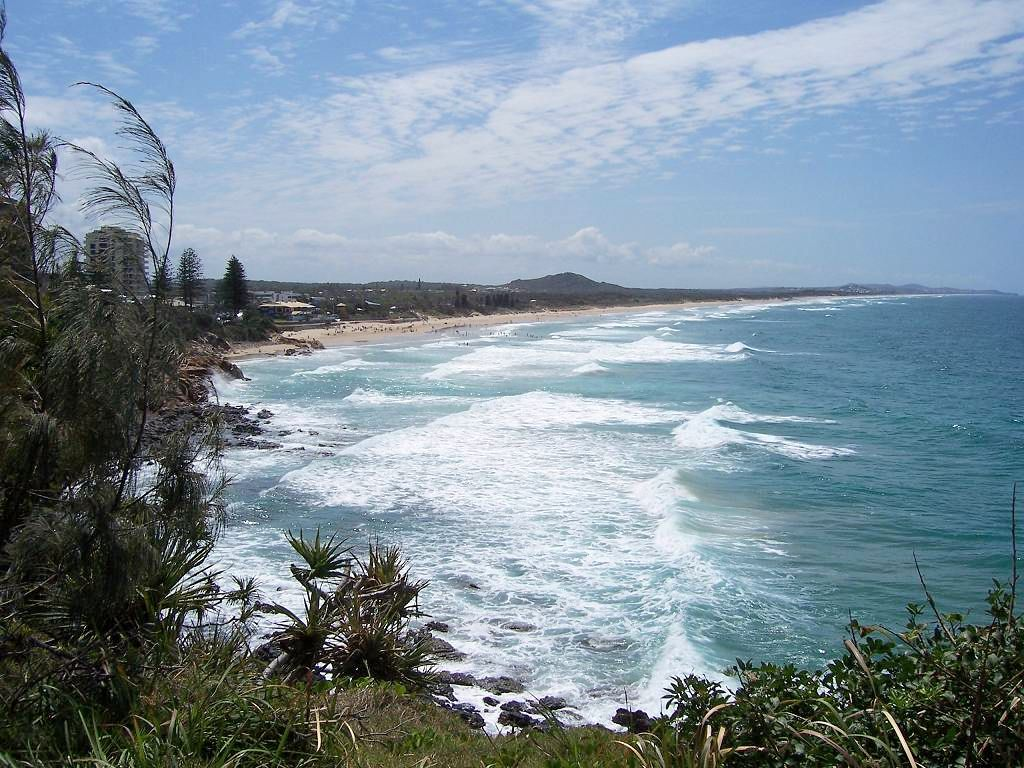
クーラムビーチ, 北方向

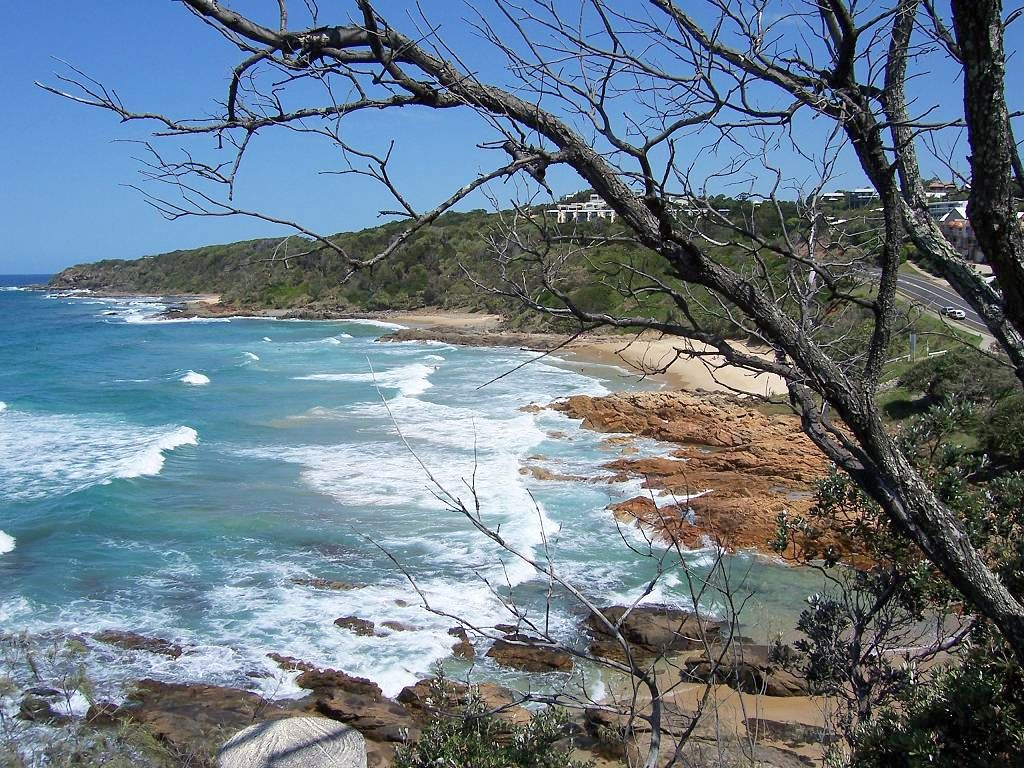
クーラムビーチ, 南方向

## 概要
州都ブリズベンの北100kmに位置し、面積は1633k㎡に及ぶ。海岸線の長さは約60kmである。海岸地区は開発が盛んに行われており人口増加が著しい。商業的中心地はマルーチー南東部のマルーチードール周辺である。ゴールドコーストと同様に高級住宅地には運河が掘削されている。
サンシャイン・コースト内陸にあるナンボーは歴史の古い町であり行政の中心地となっている。オーストラリアの元首相ケビン・ラッドはナンボー出身である。内陸部は様々な種類のトロピカルフルーツや殻果類、および生姜の生産が盛んであり、最近まではサトウキビの生産が行われていた。

## 交通
鉄道とブルース・ハイウェイは内陸部のナンボーを通っており、サンシャイン・コースト空港は海岸に立地している。

## 観光
サンシャイン・コーストの観光地としては、オーストラリア動物園、アンダー・ウォーター・ワールド、オージー・ワールド、バダリム・ジンジャー・ファクトリー、ビッグ・パイナップルおよびマジェスティック劇場などがある。12月、1月はナイトマーケットも各地で開催される。サンシャイン・コースト北部にあるヌーサ・ヘッヅは特に観光の中心となっており、海水浴やサーフィンが楽しめるほか、グレート・サンディ国立公園のクールーラ地区における乗馬、キャメル（ラクダ）・ライディング、フレーザー島へのツアーの拠点の一つとなっている。また、ホエール・ウォッチングや船釣りなどが楽しめる。

### ビーチ
この地域は美しいビーチ、広々とした沿岸の景色、そして内陸部の肥沃な土壌によって、特徴づけられている。世界的に、またオーストラリア国内でも有名なビーチがヌーサ・ヘッヅ、アレクサンドラ・ヘッドランド、ムールーラバー、クーラム・ビーチおよびカラウンドラのキングス・ビーチに位置している。ビーチ沿いや岬付近には、サーファーに人気のある地域がある。波はゴールド・コーストほど大きくなく、ロングボードがメインとなっているが、ショート・ボードも楽しむことが出来る。
ヌーサ・ヘッヅの太平洋側に位置するアレクサンドリア・ビーチはヌーディストビーチとなっている。

#### イベント
- ヌーサ・カントリー・ショー - 9月上旬 - 内陸部のポモナにて行われるカントリー・ショー。ロデオも開催される。
- ジャズ・フェスティバル - 9月下旬 - ヌーサ・ヘッヅのヘイスティング・ストリートにて行われる音楽祭。
- カイト・フェスティバル -10月初旬 - クールーラ・ビーチで行われる凧のフェスティバル
- ヌーサ・トライアスロン - 毎年10月下旬から11月上旬にかけて開催される。
- ヌーサ・サーフィン・フェスティバル - 毎年3月中旬に、ヌーサ・ヘッヅのメインビーチで開催される。

#### マーケット
各地でさまざまなマーケットが開催される。特に、ユーマンディで毎週水曜日、土曜日に行われるユーマンディ・マーケットはオーストラリア最大のアートと工芸品のマーケットであり、600店舗以上の出店が軒を並べ、年間約160万人の観光客が訪れる。ヌーサやブリスベンからのツアーもあり、多くの観光客が訪れる。
- カランドラ・マーケット - 毎週日曜日に、カラウンドラのブルコック・ストリート（Bulcock Street）で行われるマーケット。

### ゴルフ
サンシャイン・コーストは、ノース・レイク、パシフィック・ハーバー、ヌーサ・スプリングス、ペレギアン・スプリングス、ツイン・ウォーターズ、ハィアット・リージェンシー・クーラムおよびペリカン・ウォーターズを含む多数のゴルフコースがある。

### 国立公園
サンシャイン・コースト地域はクイーンズランドの他の地域よりも個性的な国立公園がある。この地域の生物多様性は沿岸部および内陸部のマップルトン・フォールズ国立公園、コンダリラ国立公園、グラスハウス・マウンテンズ国立公園、ヌーサ国立公園および、フレーザー島やレインボー・ビーチ付近のクールーラを含むグレート・サンディ国立公園の5つの地域に別けられ、保護されている。
一帯には地衣類からユーカリまでの幅広い植生があり、ヤブツカツクリ、リッチモンドトリバネチョウ、ミズネズミモドキなどが生息している。2022年に生物圏保護区に指定される。

## 参考
- John & Lyn Daly, TAKE A WALK in South-East Queensland, pp81-86, ISBN 9780957793170
- Queensland. Environmental Protection Agency,Noosa National Park, 2010年04月28日閲覧